# Jean Lafosse
 (août 2025).
Si vous disposez d'ouvrages ou d'articles de référence ou si vous connaissez des sites web de qualité traitant du thème abordé ici, merci de compléter l'article en donnant les références utiles à sa vérifiabilité et en les liant à la section « Notes et références ».
Jean Lafosse, né le 2 octobre 1745 à Paris et mort le 12 octobre 1820 sur l'île Bourbon, l'actuelle île de La Réunion, fut un prêtre lazariste contestataire de la colonie de l'océan Indien durant la période révolutionnaire. Personnalité engagée tant de son vivant que de nos jours, le père Lafosse est connu comme le porte-parole de la classe servile. Il dérangeait l'ordre colonial établi par ses propos empreints de liberté et d'égalité.

## Biographie
Débarqué du Choiseul à Bourbon en 1772, il est vicaire de Saint-Paul jusqu'en juillet 1775, date à laquelle il prend la paroisse de Saint-Louis.
Après la Révolution française de 1789, il s'attache à faire respecter les Droits de l'homme et appliquer de nouvelles lois relatives à la démocratisation.
Chez les Blancs propriétaires, la peur de voir les esclaves se révolter commence à hanter les esprits. Cependant, aux élections de 1790, ayant gagné la confiance de ses concitoyens, il est élu maire puis député à l'Assemblée coloniale.
Les tensions et les rivalités s'amplifiant, il est dénoncé  comme « dangereux agitateur menaçant la tranquillité de l'île ». Incarnant l'abolition de l'esclavage et la fin des privilèges, il est placé sous surveillance. Il démissionne de sa charge de maire et le 4 février 1794, l'Assemblée coloniale décrète l'abolition de l'esclavage.
Le 26 mai 1798, le père Lafosse, entré en résistance, est condamné à la déportation en Inde où il restera en exil jusqu'en 1802.
Il y a peu de documents concernant son retour des Indes, sinon quelques mentions au sujet de son état de santé : affaibli et vieilli, on ne le craint plus. On raconte même qu'il aurait souhaité le retour à un système esclavagiste.
Sa mort est source de nombreuses croyances populaires – il aurait été assassiné par un Gros Blancs – et est entourée de sainteté. Son tombeau, au cimetière du Gol, ou cimetière des Âmes perdues, est d'ailleurs l'objet de vénérations.